# An de grâce
L'an de grâce est une expression utilisée pour qualifier la manière de compter les années de l'ère chrétienne au même titre que l'an de l'incarnation ou l'an de la rédemption ; ces expressions revêtent un caractère précis du fait de leur utilisation dans les documents officiels (chartes, actes du pouvoir civil ou religieux, registres de notaires, ...).

## Origine et signification de l'expression
Selon le pays, selon l'époque ou selon le style des historiens, l'année de l'ère chrétienne pouvait commencer à Noël, à l'Annonciation, à Pâques ou encore le premier janvier.
Communément, l'expression l'an de grâce est employée pour désigner une année débutant à Noël, le 25 décembre alors que "an de l'incarnation" désigne une année débutant à l'Annonciation, le 25 mars.
Jusqu'à la définition du premier janvier comme date fixe et commune de changement d'année, le 9 août 1564 par Charles IX pour la France, la question se pose donc sur l'identification du millésime selon notre référentiel actuel. À compter de 1564, l'utilisation de ces expressions deviennent donc obsolète et leur usage s'il persiste ne témoigne que d'un effet de style.
"An de la Rédemption" fait référence à une année débutant à Pâques. Cette expression a été moins usitée du fait de la mobilité de la date de Pâques rendant ainsi fluctuante la longueur de l'année.
L'absence d'utilisation de ces expressions dans un texte ancien, les erreurs des scribes, la difficulté d'identification de la juridiction dont dépendait ce document rendent souvent aujourd'hui difficile l'identification du millésime par les historiens.
An de Notre-Seigneur ou anno Domini est tout simplement utilisée pour insister sur le fait qu'il s'agit de l'ère chrétienne.